# Anton Carlsson
Anton Carlsson, född 2 maj 1866 i Motala, Östergötlands län, död 15 april 1952 i Motala, Östergötlands län, var en svensk tonsättare och spelman.

## Biografi
Anton Carlsson föddes 2 maj 1866 på Gustavsvik i Motala. Han var son till arrendatorn Carl Fredrik Fredriksson och Gustafva Carlsdotter. Familjen flyttade 1874 till Agneshög i Motala. Både Carlssons far och farfar spelade fiol. Carlsson fick undervisning av skepparen och spelmannen Hallin (död omkring 1890) på Harge by i Hammars socken. Det var också av honom han fick några av sin låtar. Under tiden Carlsson växte upp fanns även spelmannen Karl Johan Nyström, som var född på 1820-talet i Kristbergs socken. Nyström spelade i Motala tills han flyttade till Amerika. Han hade i sin tur hade lärt sig spela av spelmannen och fiolbyggaren Mårten (död på 1860-talet).
Carlsson skrevs in som jungman den 26 februari 1887 vid Sjömanshuset i Vadstena. Samtidigt följde han med på en resa utomlands fram till den 26 november. Han deltog även i en resa till Kristianstad 1889 och Karlstad 1890. Carlsson gifte sig 1 juni 1890 med Emma Albertina Jansson (1865–1894). De fick tillsammans döttrarna Astrid Elisabeth (född 1890) och Anni Emmerentia (1894–1895). Carlsson började 1890 arbeta som tegelbruksarbetare på Bispmotala. Hustrun avled 1894. Carlsson omskolade sig och började arbeta som båtbyggare. Han skrevs ut från Sjömanshuset i Vadstena den 31 december 1894. Carlsson avled 15 april 1952 i Motala.
Under sina år som spelman hade han både spelat på danstillställningar och komponerat egna stycken. Han hade även byggt den fiolen som han spelade på. Carlsson spelade polskorna väldigt snabbt och hade en fin stråkföring.

## Verklista
Dessa låtar upptecknades 1916 av Axel Boberg.
- Polska i A-dur efter Hallin.
- Polska Godegårdspolskan i A-dur. Carlsson lärde sig polskan av spelmannen Karl Johan Nyström som i sin tur hade fått den av sjökaptenen Pettersson i Västra Ny socken.
- Polska i A-dur, komponerad av Carlsson när han var ung.
- Vals Stockholms gladas vals i D-dur efter Hallin. Hallin hade fått polska i Stockholm strax före att Göta kanal blev färdig.
- Polska i D-dur. Låten kom från Anders Magnus i Tjällmo socken och spelades av laggmakaren Sandgren från Tjällmo.
- Visa i G-dur. Carlsson fick låten av sin hustru, som i sin tur hade fått den av sin mormor. Låten handlar om en kvinna som blev avrättad för att ha mördat sitt barn.
- Polska i C-dur, komponerad 1912 av Carlsson.
- Vals Spetsavalsen i A-dur. Låten kommer från spelmannen och fiolbyggaren Johan Spetz från Skänningetrakten. Carlsson bearbetade låten 1930.

Dessa låtar upptecknades 1930 av spelmannen Olof Andersson.
- Vals i D-dur.
- Polska i D-dur.
- Vals i D-dur, komponerad 1928 av Carlsson.
- Vals i D-dur. Valsen kommer från spelmannen Olle Kvarnström (Gäll Olle) i Kristbergs socken.
- Vals Johan Stals vals i C-dur. Fick låten av spelmannen Sandgren.
- Vals i A-dur, komponerad 1912 av Carlsson.
- Vals i D-dur. Carlsson lärde sig valsen när han var barn.
- Vals i A-dur, komponerad 1907 av Carlsson.
- Polska i D-dur.
- Vals i A-dur efter Hallin.